# Río Samiria
Der Río Samiria ist ein etwa 395 km langer rechter Nebenfluss des Río Marañón im Nordosten von Peru in den Provinzen Requena und Alto Amazonas der Region Loreto.

## Flusslauf
Der Río Samiria entspringt im Westen des Distrikts Puinahua in einem bis zu 300 m hohen Höhenrücken, der eine nördliche Fortsetzung der Cordillera Azul bildet. Der Río Samiria fließt anfangs 15 km nach Südosten und wendet sich im Anschluss 20 km in Richtung Ostnordost und schließlich nach Norden. Der Río Samiria durchquert nun das Amazonastiefland. Der Río Pacaya verläuft knapp 10 km weiter östlich. Ab Flusskilometer 290 wendet sich der Río Samiria nach Osten. Bei Flusskilometer 271 trifft die Quebrada Tibilo von Westen kommend auf den Río Samiria. Auf den unteren 240 Kilometern bildet der Fluss immer wieder enge Flussschlingen aus. Der Unterlauf ist von zahlreichen Altarmen umgeben. Auf den letzten 150 Kilometern fließt der Río Samiria in überwiegend nordöstlicher Richtung. 6,5 km oberhalb der Mündung erreicht der Fluss einen Altarm des Río Marañón. Dort liegt am rechten Flussufer die Siedlung Puerto Nuevo de Parinari (oder Bolivar). Die eigentliche Mündung in den Río Marañón befindet sich 12 km südöstlich des Distriktverwaltungszentrums Santa Rita de Castilla.

## Einzugsgebiet
Der Río Samiria entwässert eine Fläche von ungefähr 11.650 km². Das Einzugsgebiet des Río Samiria erstreckt sich über einen Großteil des Distrikts Parinari südlich des Río Marañón sowie über einen kleineren Teils des Distrikts Puinahua in dessen Westen. Das Einzugsgebiet des Río Samiria grenzt im Norden an das Einzugsgebiet des oberstrom gelegenen Río Marañón, im Westen an das des Río Huallaga, im Süden und im Südosten an das des Río Pacaya sowie im Nordosten an das des Río Yanayacu. Das Gebiet ist weitgehend unbewohnt und besteht fast vollständig aus tropischem Regenwald und Sumpfgebieten. Es liegt vollständig innerhalb der Reserva Nacional Pacaya-Samiria.